# الألعاب الأولمبية الشتوية 2018
الألعاب الأولمبية الشتوية 2018، والمعروفة رسميا باسم دورة الألعاب الأولمبية الشتوية الثالثة والعشرين، وتم اختيار مكان انعقاد المسابقة في 6 يوليو 2011 في ديربان، جنوب أفريقيا أثناء الدورة 123 للجنة الأولمبية الدولية. ثلاث مدن تنافست لاستضافة الحدث وهي: آنسي (فرنسا) وميونيخ (ألمانيا) وبيونغتشانغ (كوريا الجنوبية).

## المدن المرشحة
- آنسي :  فرنسا - الموقع الرسمي
- ميونيخ :  ألمانيا - الموقع الرسمي
- بيونج تشانج :  كوريا الجنوبية - الموقع الرسمي

## اللجان الأولمبية الوطنية المشاركة
أهلت ما مجموعه 77 دولة رياضيًا واحدًا على الأقل حتى الآن.
| اللجان الأولمبية الوطنية المشاركة |
| --- |
| - ألبانيا - أندورا - الأرجنتين - أرمينيا - أستراليا - النمسا - أذربيجان - بيلاروس - بلجيكا - البوسنة والهرسك - بوليفيا - البرازيل - بلغاريا - كندا - جزر كايمان - تشيلي - الصين - كولومبيا - كرواتيا - قبرص - جمهورية التشيك - الدنمارك - دومينيكا - إستونيا - فنلندا - فرنسا - جورجيا - ألمانيا - بريطانيا العظمى - اليونان - المجر - آيسلندا - إيران - جزيرة أيرلندا - إسرائيل - إيطاليا - اليابان - كازاخستان - كينيا - كوسوفو - قيرغيزستان - لاتفيا - لبنان - ليختنشتاين - ليتوانيا - لوكسمبورغ - مقدونيا - المكسيك - موناكو - منغوليا - الجبل الأسود - المغرب - هولندا - نيوزيلندا - النرويج - باكستان - بيرو - بولندا - البرتغال - بورتوريكو - رومانيا - روسيا - سان مارينو - صربيا - سلوفاكيا - سلوفينيا - جنوب إفريقيا - كوريا الجنوبية (المستضيف) - إسبانيا - السويد - سويسرا - تايلاند - توغو - تركيا - أوكرانيا - الولايات المتحدة - أوزبكستان |

## الألعاب
تضم دورة الألعاب الاولمبية الشتوية 102 فعالية في 15 رياضة، مما يجعلها أول دورة للألعاب الأولمبية الشتوية تتجاوز 100 حدث.
- التزلج على المنحدرات الثلجية (11) (تفاصيل [الإنجليزية]‏)
- بياثلون (11) (تفاصيل [الإنجليزية]‏)
- زلاجة جماعية (3) (تفاصيل [الإنجليزية]‏)
- تزلج ريفي (12) (تفاصيل [الإنجليزية]‏)
- كيرلنغ (3) (تفاصيل [الإنجليزية]‏)
- تزلج فني على الجليد (5) (تفاصيل [الإنجليزية]‏)
- تزلج حر (10) (تفاصيل [الإنجليزية]‏)
- هوكي الجليد (2) (تفاصيل [الإنجليزية]‏)
- الزحافات الثلجية (4) (تفاصيل [الإنجليزية]‏)
- التزلج النوردي المزدوج (3) (تفاصيل [الإنجليزية]‏)
- التزلج على مسار قصير (8) (تفاصيل [الإنجليزية]‏)
- سباق الزلاجات الصدرية (2) (تفاصيل [الإنجليزية]‏)
- قفز تزلجي (4) (تفاصيل [الإنجليزية]‏)
- تزلج على الثلوج (10) (تفاصيل [الإنجليزية]‏)
- تزلج سريع (14) (تفاصيل [الإنجليزية]‏)

## التقويم
| OC | Opening ceremony | ● | Event competitions | 1 | Event finals | EG | Exhibition gala | CC | Closing ceremony |

| فبراير                        | فبراير                        | 8 الخميس | 9 الجمعة | 10 السبت | 11 الأحد | 12 الأثنين | 13 الثلاثاء | 14 الأربعاء | 15 الخميس | 16 الجمعة | 17 السبت | 18 الأحد | 19 الأثنين | 20 الثلاثاء | 21 الأربعاء | 22 الخميس | 23 الجمعة | 24 السبت | 25 الأحد | Events     |
| ----------------------------- | ----------------------------- | -------- | -------- | -------- | -------- | ---------- | ----------- | ----------- | --------- | --------- | -------- | -------- | ---------- | ----------- | ----------- | --------- | --------- | -------- | -------- | ---------- |
| Ceremonies                    | Ceremonies                    |          | OC       |          |          |            |             |             |           |           |          |          |            |             |             |           |           |          | CC       | —          |
| التزلج على المنحدرات الثلجية ‏ | التزلج على المنحدرات الثلجية ‏ |          |          |          | 1        | 1          | 1           | 1           | 1         |           | 1        | 1        |            |             | 1           | 1         | 1         | 1        |          | 11         |
| البايثلون ‏                    | البايثلون ‏                    |          |          | 1        | 1        | 2          |             | 1           | 1         |           | 1        | 1        |            | 1           |             | 1         | 1         |          |          | 11         |
| Bobsleigh                     | Bobsleigh                     |          |          |          |          |            |             |             |           |           |          | ●        | 1          | ●           | 1           |           |           | ●        | 1        | 3          |
| التزلج الريفي ‏                | التزلج الريفي ‏                |          |          | 1        | 1        |            | 2           |             | 1         | 1         | 1        | 1        |            |             | 2           |           |           | 1        | 1        | 12         |
| الكيرلنغ ‏                     | الكيرلنغ ‏                     | ●        | ●        | ●        | ●        | ●          | 1           | ●           | ●         | ●         | ●        | ●        | ●          | ●           | ●           | ●         | ●         | 1        | 1        | 3          |
| التزلج الفني ‏                 | التزلج الفني ‏                 |          | ●        |          | ●        | 1          |             | ●           | 1         | ●         | 1        |          | ●          | 1           | ●           |           | 1         |          | EG       | 5          |
| التزلج الحر ‏                  | التزلج الحر ‏                  |          | ●        |          | 1        | 1          |             |             | ●         | 1         | 1        | 2        | ●          | 1           | 1           | 1         | 1         |          |          | 10         |
| هوكي الجليد ‏                  | هوكي الجليد ‏                  |          |          | ●        | ●        | ●          | ●           | ●           | ●         | ●         | ●        | ●        | ●          | ●           | ●           | 1         | ●         | ●        | 1        | 2          |
| Luge                          | Luge                          |          |          | ●        | 1        | ●          | 1           | 1           | 1         |           |          |          |            |             |             |           |           |          |          | 4          |
| التزلج النوردي المزدوج ‏       | التزلج النوردي المزدوج ‏       |          |          |          |          |            |             | 1           |           |           |          |          |            | 1           |             | 1         |           |          |          | 3          |
| التزلج على مسار قصير ‏         | التزلج على مسار قصير ‏         |          |          | 1        |          |            | 1           |             |           |           | 2        |          |            | 1           |             | 3         |           |          |          | 8          |
| Skeleton                      | Skeleton                      |          |          |          |          |            |             |             | ●         | 1         | 1        |          |            |             |             |           |           |          |          | 2          |
| القفز التزلجي ‏                | القفز التزلجي ‏                | ●        |          | 1        |          | 1          |             |             |           | ●         | 1        |          | 1          |             |             |           |           |          |          | 4          |
| التزلج على الثلوج ‏            | التزلج على الثلوج ‏            |          |          | ●        | 1        | 1          | 1           | 1           | 1         | 1         |          |          | ●          |             | ●           | ●         | 1         | 3        |          | 10         |
| تزلج السرعة ‏                  | تزلج السرعة ‏                  |          |          | 1        | 1        | 1          | 1           | 1           | 1         | 1         |          | 1        | 1          |             | 2           |           | 1         | 2        |          | 14         |
| الإجمالي                      | الإجمالي                      |          |          | 5        | 7        | 8          | 8           | 6           | 7         | 5         | 9        | 6        | 3          | 5           | 7           | 8         | 6         | 8        | 4        | 102        |
| المجموع التراكمي              | المجموع التراكمي              |          |          | 5        | 12       | 20         | 28          | 34          | 41        | 46        | 55       | 61       | 64         | 69          | 76          | 84        | 90        | 98       | 102      |            |
| فبراير                        | فبراير                        | 8 الخميس | 9 الجمعة | 10 السبت | 11 الأحد | 12 الأثنين | 13 الثلاثاء | 14 الأربعاء | 15 الخميس | 16 الجمعة | 17 السبت | 18 الأحد | 19 الأثنين | 20 الثلاثاء | 21 الأربعاء | 22 الخميس | 23 الجمعة | 24 السبت | 25 الأحد | 102 events |

## وصلات خارجية
- Pyeongchang 2018 web site
- Pyeongchang 2018 (IOC)